# Primož Čerin

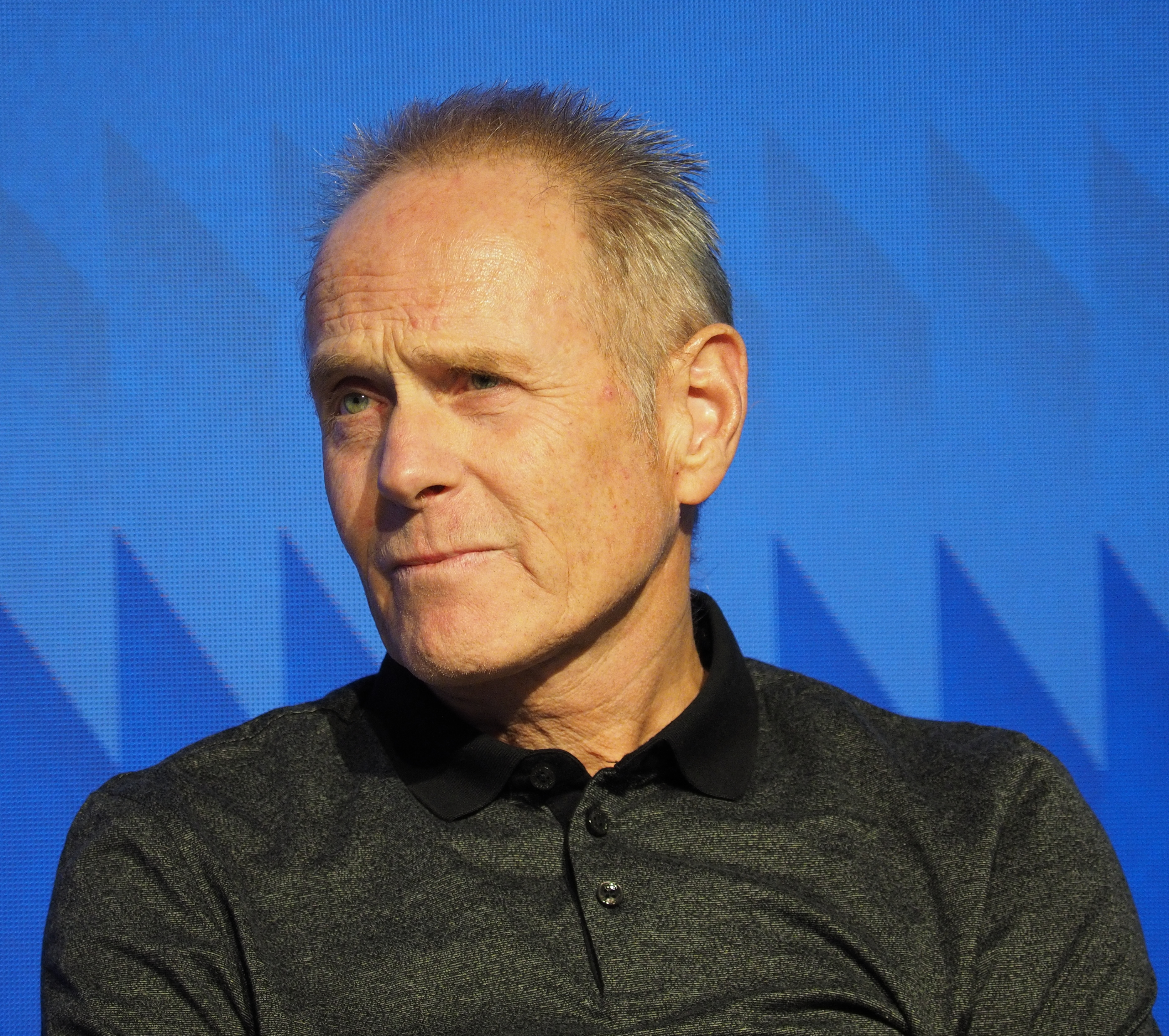
Primož Čerin, 2023

Primož Čerin (* 31. Mai 1962 in Ljubljana) ist ein ehemaliger jugoslawischer Radrennfahrer und nationaler Meister im Radsport.  

## Sportliche Laufbahn
Čerin war im Straßenradsport aktiv. Er stammt aus dem slowenischen Teil des Landes. 1984 vertrat er Jugoslawien bei den Olympischen Sommerspielen in Los Angeles. Im olympischen Straßenrennen belegte er den 35. Platz. Im Mannschaftszeitfahren belegte er mit Bruno Bulić, Janez Lampič und Bojan Ropret den 9. Platz.
1980 gewann er die Balkan-Meisterschaft im Straßenrennen. 1981 wurde er nationaler Meister im Straßenrennen. 1982 konnte er den Titel verteidigen. 1983 siegte er in der Jugoslawien-Rundfahrt vor Janez Lampič. In der Österreich-Rundfahrt gewann er eine Etappe. Dazu kam der Sieg im Etappenrennen Alpe–Adria mit einem Etappenerfolg. Den Sieg im Rennen Alpe–Adria konnte er 1984 wiederholen.
1984 gewann er das Etappenrennen Jadranska Magistrala (Istrien Spring Trophy). In Italien gewann er 1985 den Giro del Veneto e delle Dolomiti und das Eintagesrennen Trofeo Alcide Degasperi. In der Österreich-Rundfahrt kam er beim Sieg von Olaf Jentzsch als Dritter auf das Podium und feierte einen Etappenerfolg. In der nationalen Meisterschaft im Straßenrennen wurde er hinter Andrej Žavbi Zweiter. Als Amateur startete er für den Verein KD Rog Ljubljana.
1986 wurde Čerin Berufsfahrer im Radsportteam Malvor-Bottecchia-Vaporella. Bis 1990 blieb er als Profi aktiv. Im Giro del Trentino wurde er 1986 Dritter. Čerin fuhr alle Grand Tours. 1986 wurde er 32. in der Tour de France, 1989 belegte er den 40. Platz. Im Giro d’Italia startete Čerin dreimal. 1986 wurde er 19., 1987 und 1988 schied er jeweils aus. In der Vuelta a España schied Čerin 1988 aus, 1989 wurde er 93. der Gesamtwertung.